# Рой Владислав Олександрович
Владисла́в Олекса́ндрович Ро́й (1994—2019) — солдат Збройних сил України, учасник російсько-української війни.

## Життєпис
Народився 30 серпня 1994 року в Нових Санжарах Полтавської області (також зазначається село Різдвлянка). 2013-го закінчив Покровське ВПУ № 75 — за фахом «тракторист-машиніст сільськогосподарського виробництва». Працював у фермерському господарстві «Скорпіон» механізатором.
У грудні 2018 року призваний на збори резервістів, проходив навчання в навчальному центрі «Десна». Солдат, стрілець-помічник гранатометника 1-го відділення 1-го штурмового взводу 3-ї штурмової роти 24-го батальйону «Айдар». 15 квітня 2019-го вступив на контрактну військову службу.
17 вересня 2019 року вранці загинув у районі міста Залізного — селища міського типу Південного внаслідок обстрілу терористами опорного пункту з РПГ.
19 вересня 2019-го похований у селі Різдвянці.
Без Владислава лишилися мати Наталя, вітчим Вадим та сестри Діана і Анна.

## Нагороди та вшанування
- Указом Президента України № 19/2020 від 21 січня 2020 року за «особисту мужність і самовіддані дії, виявлені у захисті державного суверенітету та територіальної цілісності України» нагороджений орденом «За мужність» III ступеня (посмертно)[3].